# Aletta van Manen

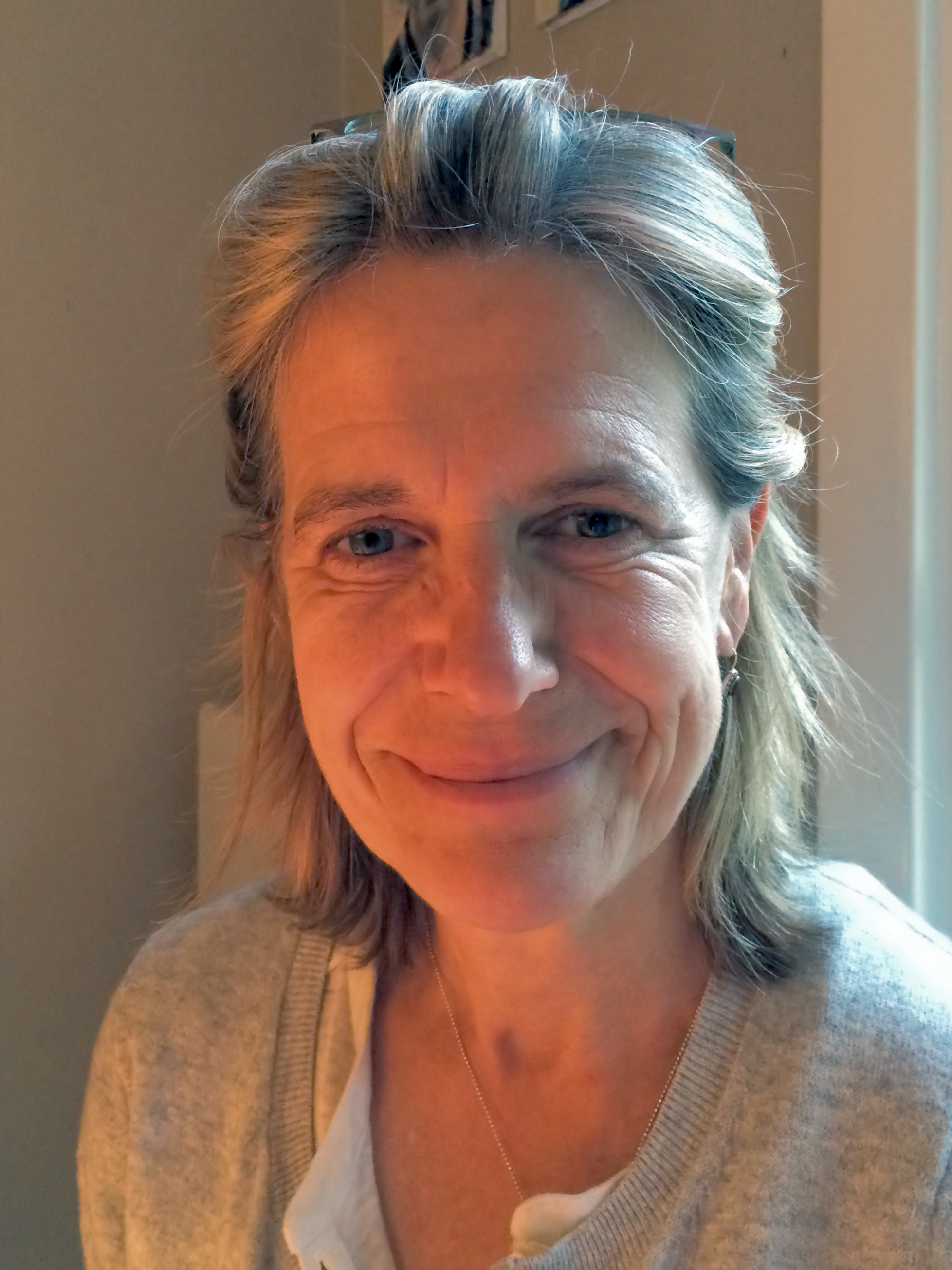
Aletta van Manen (2014)

Aletta van Manen (* 20. Oktober 1958 in Wageningen) ist eine ehemalige niederländische Hockeyspielerin. Sie gewann mit der niederländischen Nationalmannschaft die olympische Goldmedaille 1984 und die Bronzemedaille 1988.

## Sportliche Karriere
Aletta van Manen spielte von 1983 bis 1988 in 81 Länderspielen in der Nationalmannschaft. 
1983 gewannen die Niederländerinnen den Titel bei der Weltmeisterschaft in Kuala Lumpur mit einem 4:2-Sieg über Kanada. Im Mai 1984 fand in Lille die erste Europameisterschaft der Damen statt. Die Niederlande unterlagen in der Vorrunde der Mannschaft aus der Sowjetunion mit 2:3. Im Finale trafen die beiden Teams wieder aufeinander und diesmal gewannen die Niederländerinnen mit 2:0. Die Mannschaft aus der Sowjetunion war bei den Olympischen Spielen 1984 in Los Angeles wegen des Olympiaboykotts nicht am Start. Insgesamt nahmen sechs Mannschaften teil, darunter aus Europa nur die Europameisterinnen aus den Niederlanden und die Europameisterschaftsdritten aus Deutschland. Die Niederländerinnen gewannen vier Spiele und spielten gegen Kanada Unentschieden. Damit erhielten sie die Goldmedaille vor den Deutschen.
1986 gewannen die Niederländerin den Titel bei der Weltmeisterschaft in Amstelveen mit einem 3:0-Finalsieg über die Deutschen. Im Jahr darauf unterlagen die Deutschen den Niederländerinnen bereits im Halbfinale der Europameisterschaft in London. Das Finale entschieden die Niederländerinnen im Siebenmeterschießen gegen die Engländerinnen für sich. Ihr letztes großes Turnier bestritt Aletta van Manen bei den Olympischen Spielen 1988 in Seoul. Die Niederländerinnen unterlagen im Halbfinale den Australierinnen mit 2:3. Im Spiel um Bronze bezwangen sie die britische Olympiaauswahl mit 3:1.
Von 2017 bis 2020 war Aletta van Manen Teammanagerin der niederländischen Damen-Nationalmannschaft. 